# Pachybrachis marginipennis
Pachybrachis marginipennis är en skalbaggsart som beskrevs av Bowditch 1909. Pachybrachis marginipennis ingår i släktet Pachybrachis och familjen bladbaggar. Inga underarter finns listade i Catalogue of Life.